# دورة فرنسا المفتوحة 1974
قائمة بطولات دورة رولان غاروس لعام 1974:

## الكبار

### فردي رجال
بورن بورغ هزم  مانويل أورانتس, النتيجة:2-6, 6-7, 6-0, 6-1, 6-1

### فردي سيدات
كريس إيفيرت هزمت  أولغا موروزوفا, النتيجة:6-1, 6-2

### زوجي رجال
ديك كريلاي و أوني باروم هزما  ستان سميث و بوب لوتز, النتيجة:6-3, 6-2, 3-6, 5-7, 6-1

### زوجي سيدات
كريس إيفيرت و أولغا موروزوفا هزمتا  جايل شيرايف تشانفروا و كاتجا إيبنغاوس, النتيجة:6-4, 2-6, 6-1

### زوجي مختلط
مارتينا نافراتيلوفا و إيفان مولينا روسي هزما  ريس دارمون و مارسيلو لارا, النتيجة:6-3, 6-3